# Stelle principali della costellazione del Sestante
Segue un prospetto delle stelle principali della costellazione del Sestante, elencate per magnitudine decrescente.